# 彭信
彭信（1421年—？），字中孚，浙江杭州府仁和縣人，民籍，明朝政治人物。進士出身。

## 生平
浙江鄉試第一百十八名。景泰二年（1451年）辛未科會試第三十名，殿試登進士第三甲第九十六名。
曾祖父彭程遠。祖父彭宗慶。父亲彭宗善。